# Лак Сержан (Квебек)
Лак Сержан (фр. Lac-Sergent) је град у Канади у покрајини Квебек. Према резултатима пописа 2011. у граду је живело 466 становника.

## Становништво
Према резултатима пописа становништва из 2011. у граду је живело 466 становника, што је за 10,2% више у односу на попис из 2006. када је регистровано 423 житеља.
| 2006. | 2011. |
| ----- | ----- |
| 423   | 466   |